# Sokolovi
Sokolovi (en rus: Соколовый) és un poble (un possiólok) de l'óblast de Saràtov, a Rússia, segons el cens del 2021 tenia 6.502 habitants. Pertany al districte municipal de Saràtov.